# Storön, Borlänge kommun

Storön, Blockön eller Grottön är en ö i sjön Runn i Torsångs socken i Borlänge kommun, i sjöns sydvästra del som kallas Ösjön. Ön har en yta på 2,5 hektar.
Storön såldes omkring 1900 till medicinalrådet Block som lät uppföra ett sommarhus på ön. Huset fungerar sedan 1981 som permanentbostad. Större delen av ön är beväxt med skog. Öns norra del består av stora ansamlingen av stenblock som bildar klyftor, håligheter och blocköverhäng och två grottsystem. Den största av grottorna har en längd av 23 meter.